# Tomasz Wasiak
Tomasz Wasiak (ur. 11 kwietnia 1977 w Kaliszu) – polski aktor teatralny i telewizyjny oraz performer motion capture.

## Życiorys
Absolwent III Liceum Ogólnokształcącego imienia Mikołaja Kopernika w Kaliszu. W 2003 roku ukończył studia z zakresu prawa i administracji publicznej Wyższej Szkoły Zarządzania i Bankowości w Poznaniu.
Jest współzałożycielem i prezesem Niepublicznego Teatru Impresaryjnego „SCENA TAM2” w Kaliszu (2013 do dziś), a od stycznia 2023 roku współpracuje także z Teatrem im. Wojciecha Bogusławskiego w Kaliszu.
Jego przygoda z teatrem rozpoczęła się jednak znacznie wcześniej, ponieważ już jako 12-latek grał w spektaklach teatralnych oraz brał udział w ogólnopolskich konkursach aktorskich i recytatorskich. Z grupą teatralną o nazwie „Scena TAM2” (w 2013 przemianowaną w Niepubliczny Teatr Impresaryjny "SCENA TAM2) zagrał od 1993 do 2002 roku około 300 spektakli.

## Wybrane role teatralne

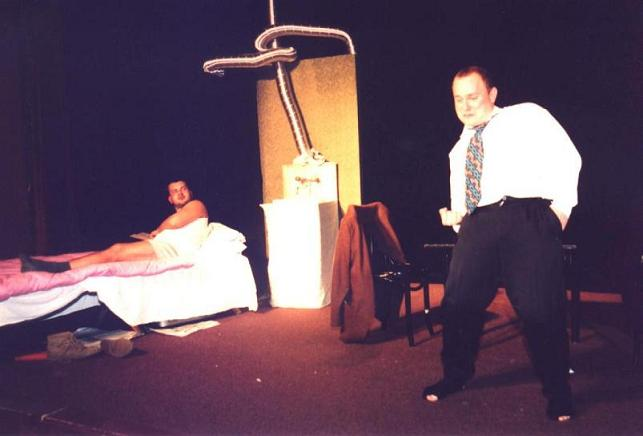
Spektakl Emigranci. Z Jakubem Wieczorkiem, rok 2002

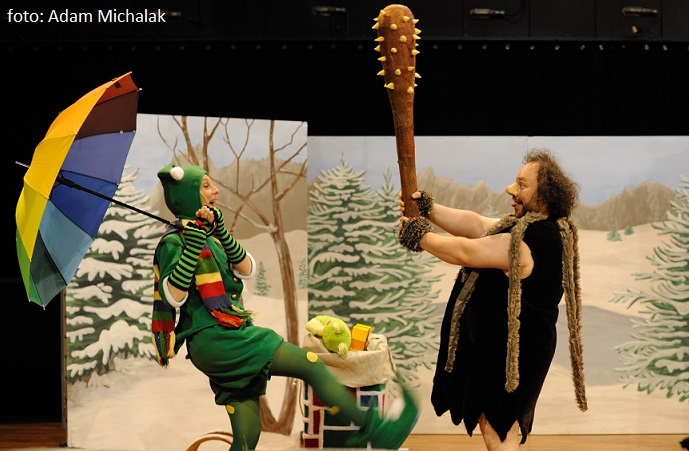
Spektakl Misja Mikołaj. Z Kamą Kowalewską, rok 2013

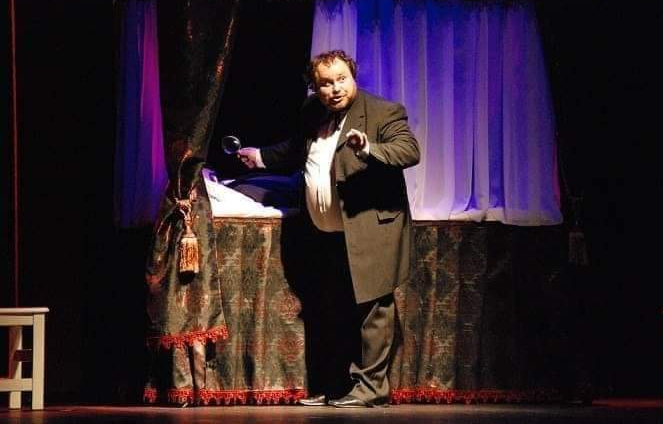
Spektakl „Zbrodnia z premedytacją”, rok 2013

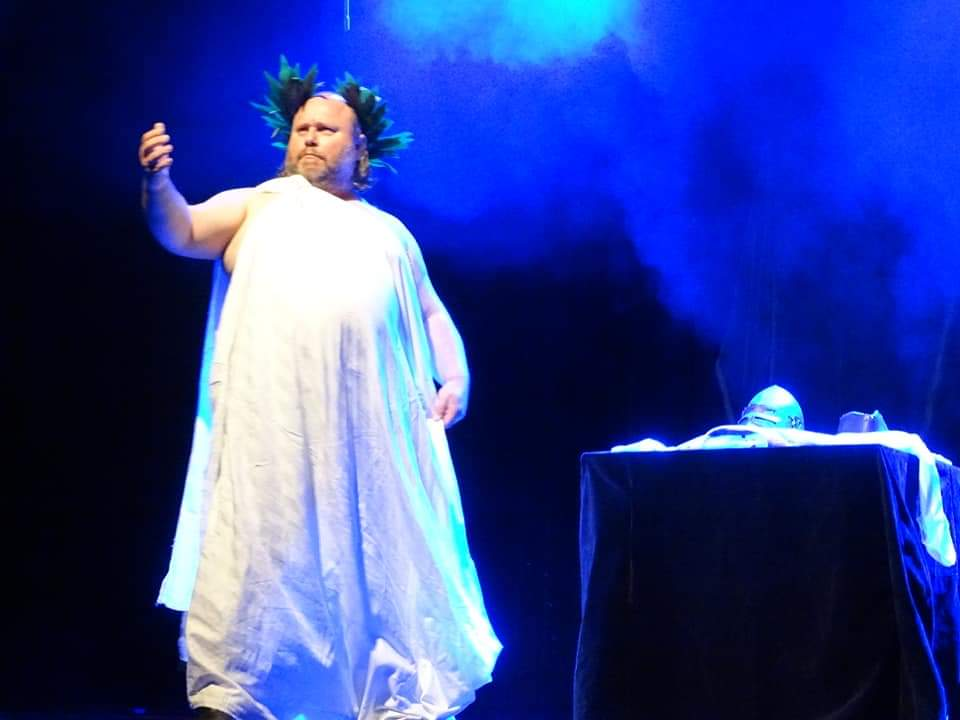
Spektakl „Bal maskowy”, rok 2022

- 2002: Emigranci wg Sławomira Mrożka – XX
- 2006: Inspektor na podstawie Rewizora Nikołaja Gogola – Dyrektor (Horodniczy)
- 2007: Emigranci wg Sławomira Mrożka – XX
- 2012: Dziady cz.II Adama Mickiewicza – Widmo Złego Pana[potrzebny przypis]
- 2013: Zbrodnia z premedytacją wg opowiadania Witolda Gombrowicza – Śledczy H.
- 2013: Misja Mikołaj – Człowiek Śniegu i Mikołaj
- 2013: Nadzór wg Jeana Geneta – Oddziałowy
- 2022: Bal maskowy wg Sławomira Mrożka – Prezes
- 2022: Artysta wg Sławomira Mrożka – Dyrektor cyrku
- 2022: Czarownice wg Czarownic z Salem Arthura Millera – Hale
- 2023: Czerwone nosy Petera Barnesa[3] – Moncriff i Lefranc

## Role serialowe
- 2006: Pierwsza miłość odc.394 – ratownik pogotowia ratunkowego[4]
- 2019: Korona królów odc.247, 268 i 300 – Karczmarz z Wilna[5]
- 2023: Skazana – odc. 1., sezon 3. - robotnik[6]
- 2024: Gang Zielonej Rękawiczki 2 – odc. 7. i 8. - policjant[7]

## Programy telewizyjne

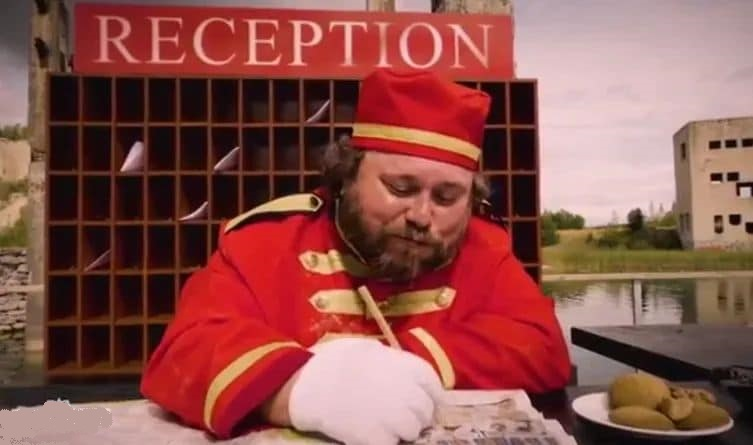
W programie „Joko und Klaas. Das Duell um die Welt”

- 2017: Joko und Klaas. Das Duell um die Welt – telewizja ProSieben (Niemcy) – odcinek w Polsce, jako Wojtek
- 2018: Joko und Klaas. Das Duell um die Welt – telewizja ProSieben (Niemcy) – odcinek w Estonii, jako sobowtór Thomasa Hayo oraz recepcjonista w hotelu na wodzie

## Nagrody i wyróżnienia
- 2005: II miejsce na 50. Ogólnopolskim Konkursie Recytatorskim
- 2013: Grand Prix na VIII Ogólnopolskim Festiwalu Teatrów Ogródkowych „W Alejach” w Częstochowie za spektakl „Zbrodnia z premedytacją”
- 2014: Nagroda Prezydenta Miasta Kalisza w dziedzinie upowszechniania kultury[8]

## Życie prywatne
Żona Anna (od 2005 r.), z którą ma dwoje dzieci: syna Piotra (2007 r.) i córkę Urszulę (2010 r.)
Od 1991 roku jest krótkofalowcem. Jego znak wywoławczy to SP3VZQ.

## Działalność społeczna i polityczna
Od 2016 roku jest członkiem Komitetu Obrony Demokracji. Od 2018 roku piastuje funkcję wiceprzewodniczącego i rzecznika prasowego Grupy Lokalnej w Kaliszu.
W 2018 roku kandydował do Rady Miasta Kalisza jako bezpartyjny kandydat z list Koalicji Obywatelskiej. W swoim okręgu uzyskał 3. wynik (nie wszedł do Rady). 
W 2023 roku wystąpił u boku Jacka Braciaka w kampanii społecznej promującej Obywatelską Kontrolę Wyborów.
W październiku 2023 roku po wyborach parlamentarnych, na skutek zdobycia przez jedną z radnych mandatu poselskiego objął funkcję Radnego Miasta Kalisza. Ślubowanie złożył 26 października 2023, podczas LXIX Sesji Rady Miasta Kalisza. Stał się członkiem Koła Radnych Koalicji Obywatelskiej.
Od 2021 jest działaczem Kaliskiego Towarzystwa Wioślarskiego, gdzie we wrześniu 2022 roku uzyskał licencję sędziego sportowego w kajak polo.

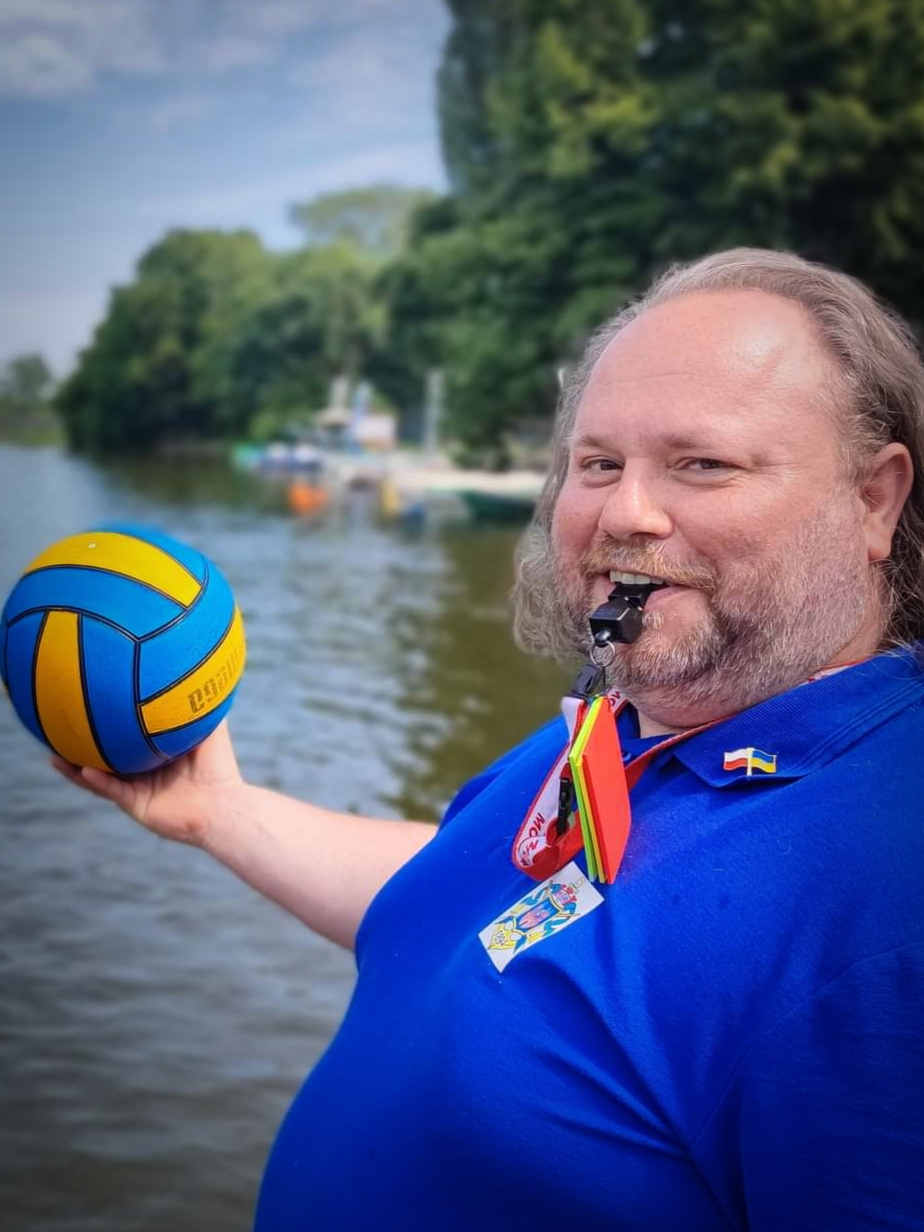
Tomasz Wasiak w barwach KTW Kalisz sędziujący mecz kajak polo, rok 2022